# Garet Garrett
Garet Garrett (19 de fevereiro de 1878 - 6 de novembro de 1954), nascido como Edward Peter Garrett, foi um jornalista e autor estadounidense, que se destacou por sua oposição ao New Deal e à participação dos Estados Unidos na Segunda Guerra Mundial.

## Vida
Garet Garrett nasceu em 19 de Fevereiro de 1878 em Pana, Illinois e cresceu em uma fazenda próxima a Burlington, Iowa. Ele saiu de casa ainda adolescente, encontrando trabalho como assistente gráfico em Cleveland. Em 1898, ele se mudou para Washington, D.C., onde cobriu a administração de William McKinley como repórter, mudando o seu primeiro nome para "Garet", pronunciado por ele da mesma forma que "Garrett." Em 1900, ele se mudou para New York City, onde tornou-se repórter financeiro. No ano de 1910, ele havia se tornado colunista financeiro para o The New York Evening Post. Em 1913, já era editor do The New York Times Annalist, um novo periódico financeiro semanal. Em 1915, se juntou ao conselho editorial do The New York Times. No ano de 1916, aos 38 anos, assumiu o cargo como editor executivo do The New York Tribune, cargo de grande prestígio. 
Em 1922, tornou-se o principal escritor sobre questões econômicas para o Saturday Evening Post, posição que ocupou até 1942. De 1944 a 1950, ele editou a American Affairs, revista fundada pelo National Industrial Conference Board. Em sua carreira, Garrett foi confidente de Bernard Baruch e Herbert Hoover.
Garrett escreveu 13 livros: Where the Money Grows (1911), The Blue Wound (1921), The Driver (1922), The Cinder Buggy (1923), Satan's Bushel (1924), Ouroboros or the Mechanical Extension of Mankind (1926), Harangue (1927), The American Omen (1928), A Bubble That Broke the World (1932), A Time Is Born (1944), The Wild Wheel (1952), The People's Pottage (1953) and The American Story (1955). 
O trabalho mais lido de Garrett é o The People's Pottage, que consiste de três ensaios: "The Revolution Was" retrata o New Deal como uma "revolução dentro dos padrões" que minaria a republica norte-americana. "Ex America" retrata o declínio dos valores individualistas dos Estados Unidos de 1900 a 1950. "Rise of Empire" argumenta que os Estados Unidos se tornaram um estado imperialista, incompatível com as visões de Garrett, como uma "república constitucional, representativa, de governo limitado." 
Garet Garrett foi casado três vezes: com Bessie Hamilton em 1900, com Ida Irvin em 1908, e com Dorothy Williams Goulet em 1947. Ele não teve filhos. Morreu em 6 de Novembro de 1954, em sua casa em Tuckahoe, New Jersey, enquanto inspecionava as provas de "The American Story".

## Trabalhos
- Where the Money Grows (1911)
- The Blue Wound (1921)
- The Driver (1922)
- Satan's Bushel (1923)
- The Cinder Buggy (1923)
- Ouroboros or the Mechanical Extension of Mankind (1926)
- Harangue (The Trees Said to the Bramble Come Reign Over Us) (1926)
- The American Omen (1928)
- A Bubble That Broke the World (1932)
- "A Revolution Was" (1944)
- "Ex America" (1951)
- "Rise of Empire" (1952)
- The American Story (1955)
- Salvos Against the New Deal: Selections from the Saturday Evening Post: 1933-1940, editado por Bruce Ramsey (2002)
- Defend America First: The Antiwar Editorials of the Saturday Evening Post, 1939-1942, editado por Bruce Ramsey (2003)
- "Insatiable Government" editado por Bruce Ramsey (2008)
- Selections from the Saturday Evening Post (1936-1940)